# Guatteria anomala
Guatteria anomala este o specie de plante angiosperme din genul Guatteria, familia Annonaceae, descrisă de Robert Elias Fries. A fost clasificată de IUCN ca specie cu risc scăzut. Conform Catalogue of Life specia Guatteria anomala nu are subspecii cunoscute.